# Danka Kovinić
Danka Kovinić (* 18. November 1994 in Cetinje) ist eine montenegrinische Tennisspielerin.

## Karriere
Kovinić begann im Alter von sieben Jahren mit dem Tennisspielen und gehörte im Juniorenbereich zu den Besten ihres Jahrgangs. Ihr größter Erfolg bei den Juniorinnen war das Erreichen des Viertelfinals bei den Australian Open 2011 im Einzel sowie im darauffolgenden Jahr der Einzug ins Doppelfinale an der Seite von Irina Chromatschowa. Anfang 2012 erzielte sie mit Platz acht ihre höchste Position in der Juniorinnen-Weltrangliste.
Bereits 2009 sammelte Kovinić erste Erfahrungen bei kleinen Turnieren des ITF Women’s Circuit, auf dem sie bislang 14 Einzel- und fünf Doppeltitel gewonnen hat. 2010 holte sie ihren ersten Profititel, 2012 errang sie ihren ersten Turniersieg der $25.000-Kategorie, auf den im Jahr darauf zwei weitere folgten. 2013 debütierte sie in Budapest auf der WTA Tour und zog nach zwei Siegen gleich auf Anhieb ins Viertelfinale ein. Ihren ersten Auftritt im Qualifikationsturnier eines Grand-Slam-Turniers hatte Kovinić bei den US Open 2013, wo sie in der zweiten Runde ausschied. 2014 startete sie regelmäßig bei kleineren WTA-Turnieren und feierte in Saint-Gaudens ihren bislang größten Titel auf dem ITF Circuit. Bei den French Open gelang Kovinić nach drei Siegen in der Qualifikation erstmals der Sprung ins Hauptfeld eines Grand-Slam-Turniers, wo sie jedoch in Runde eins ausschied. Nach dem Viertelfinaleinzug beim Premier-Turnier in Charleston errang sie in Trnava bei einem $100.000-Turnier ihren bis dahin größten Titel und erzielte bei den French Open 2015 ihren ersten Erfolg im Hauptfeld eines Grand-Slam-Turniers. In Bad Gastein gewann Kovinić dann mit Stephanie Vogt zusammen den Doppelwettbewerb und damit ihren bislang einzigen WTA-Titel. Im Finale setzten sich die beiden gegen Lara Arruabarrena und Lucie Hradecká durch. Außerdem errang sie bei den Spielen der kleinen Staaten von Europa durch einen Sieg über Kathinka von Deichmann die Goldmedaille im Einzel-Tenniswettbewerb der Damen sowie an der Seite von Ljubomir Čelebić die Bronzemedaille im Mixed. In Tianjin stand sie gegen Ende der Saison in ihrem ersten WTA-Turnier-Finale, war jedoch gegen Agnieszka Radwańska chancenlos. Dennoch beendete Kovinić die Saison souverän in den Top 100 der Weltrangliste.
Im Februar 2016 erreichte sie im Anschluss an ihren ersten Einzug in die zweite Runde der Australian Open mit Platz 46 ihre bislang höchste Position. Trotz mehrerer Erstrundenniederlagen auf der WTA Tour erzielte sie weitere Achtungserfolge mit der Finalteilnahme beim İstanbul Cup, wo sie gegen Çağla Büyükakçay in drei Sätzen verlor, einem erneuten Halbfinale in Tianjin sowie dem Gewinn eines weiteren ITF-Titels der $100.000-Kategorie in Marseille. In Madrid gelang ihr in der ersten Runde gegen Roberta Vinci außerdem ihr erster Sieg gegen eine Top-10-Spielerin. Nach einer Serie von zehn verlorenen Partien im Frühjahr 2017 trat Kovinić wieder vermehrt auf ITF-Turnieren an; bei vier Finalteilnahmen konnte sie jedoch keinen Titel gewinnen und so fiel sie aus den Top 100 der Weltrangliste. Nach einer noch schwächeren Saison 2018 meldete sie sich in der zweiten Jahreshälfte 2019 wieder mit zwei ITF-Titeln zurück. Zudem erreichte sie beim WTA Challenger von Båstad das Endspiel, das sie gegen Misaki Doi verlor, bevor sie in Székesfehérvár ihren mittlerweile dritten ITF-Titel bei einem $100.000-Turnier gewann. In Melbourne stand sie damit nach mehr als zweij Jahren und neun verpassten Qualifikationen am Stück wieder im Hauptfeld eines Grand-Slam-Turniers; in der ersten Runde musste sie sich jedoch Elise Mertens klar geschlagen geben.
Nach der coronabedingten Saisonunterbrechung 2020 qualifizierte Kovinić sich für das Hauptfeld des WTA-1000-Turniers in Rom und verbuchte dort gegen Belinda Bencic in der zweiten Runde ihren zweiten Sieg gegen eine Top-10-Spielerin. Den bisher größten Erfolg ihrer Karriere landete Kovinić beim WTA-500-Turnier in Charleston, wo sie sich erst im Finale Weronika Kudermetowa geschlagen geben musste. In der Woche darauf kam sie an gleicher Stelle noch einmal ins Halbfinale der MUSC Health Women’s Open 2021 und unterlag dort Ons Jabeur.
Bei den Australian Open 2022 gelang Kovinić nach einem Sieg über die amtierende US-Open-Siegerin Emma Raducanu erstmals der Einzug in die dritte Runde eines Grand-Slam-Turniers.
2011 gab Kovinić beim 3:0-Erfolg gegen Litauen ihren Einstand für die montenegrinische Fed-Cup-Mannschaft; sie hat von ihren bislang 28 Fed-Cup-Partien 21 gewonnen und ist damit die erfolgreichste und erfahrenste Spielerin ihres Landes in der Geschichte des Wettbewerbs.

## Turniersiege

### Einzel
| Nr. | Datum            | Turnier        | Kategorie     | Belag        | Finalgegnerin       | Ergebnis      |
| --- | ---------------- | -------------- | ------------- | ------------ | ------------------- | ------------- |
| 1.  | 10. Oktober 2010 | Dobrich        | ITF $10.000   | Sand         | Isabella Schinikowa | 6:4, 6:3      |
| 2.  | 26. Juni 2011    | Bals           | ITF $10.000   | Sand         | Alice-Andrada Radu  | 6:0, 6:1      |
| 3.  | 13. April 2012   | Tlemcen        | ITF $10.000   | Sand         | Alexandra Romanowa  | 6:2, 6:2      |
| 4.  | 8. Juli 2012     | Toruń          | ITF $25.000   | Sand         | Paula Kania         | 6:3, 4:6, 6:3 |
| 5.  | 22. Juni 2013    | Ystad          | ITF $25.000   | Sand         | Melanie Klaffner    | 6:3, 6:3      |
| 6.  | 30. Juni 2013    | Kristinehamn   | ITF $25.000   | Sand         | Jasmina Tinjić      | 6:1, 7:5      |
| 7.  | 18. Mai 2014     | Saint-Gaudens  | ITF $50.000+H | Sand         | Pauline Parmentier  | 6:1, 6:2      |
| 8.  | 10. Mai 2015     | Trnava         | ITF $100.000  | Sand         | Margarita Gasparjan | 7:5, 6:3      |
| 9.  | 5. Juni 2016     | Marseille      | ITF $100.000  | Sand         | Hsieh Su-wei        | 6:2, 6:3      |
| 10. | 31. März 2019    | Campinas       | ITF W25       | Sand         | Julia Grabher       | 6:2, 3:6, 6:3 |
| 11. | 23. Juni 2019    | Ystad          | ITF W25       | Sand         | Richèl Hogenkamp    | 2:6, 6:3, 6:3 |
| 12. | 27. Oktober 2019 | Székesfehérvár | ITF W100      | Sand (Halle) | Irina-Camelia Begu  | 6:4, 3:6, 6:3 |
| 13. | 8. Mai 2022      | Wiesbaden      | ITF W100      | Sand         | Nastasja Schunk     | 6:3, 7:60     |
| 14. | 23. April 2023   | Oeiras         | ITF W100      | Sand         | Rebeka Masarova     | 6:2, 6:2      |

### Doppel
| Nr. | Datum            | Turnier       | Kategorie         | Belag | Partnerin            | Finalgegnerinnen                        | Ergebnis         |
| --- | ---------------- | ------------- | ----------------- | ----- | -------------------- | --------------------------------------- | ---------------- |
| 1.  | 24. Mai 2013     | Caserta       | ITF $25.000       | Sand  | Renata Voráčová      | Elena Bogdan Cristina Dinu              | 6:4, 7:63        |
| 2.  | 13. Februar 2015 | São Paulo     | ITF $25.000       | Sand  | Andreea Mitu         | Tatiana Búa Paula Cristina Gonçalves    | 6:2, 7:5         |
| 3.  | 11. Juli 2015    | Contrexéville | ITF $25.000       | Sand  | Oksana Kalaschnikowa | Irina Ramialison Constance Sibille      | 2:6, 6:3, [10:6] |
| 4.  | 26. Juli 2015    | Bad Gastein   | WTA International | Sand  | Stephanie Vogt       | Lara Arruabarrena Vecino Lucie Hradecká | 4:6, 6:4, [10:3] |
| 5.  | 30. März 2019    | Campinas      | ITF W25           | Sand  | Laura Pigossi        | Carolina M. Alves Gabriela Cé           | 6:3, 6:2         |

## Abschneiden bei Grand-Slam-Turnieren

### Einzel
| Turnier         | 2013 | 2014 | 2015 | 2016 | 2017 | 2018 | 2019 | 2020 | 2021 | 2022 | 2023 | 2024 | 2025 | Karriere |
| --------------- | ---- | ---- | ---- | ---- | ---- | ---- | ---- | ---- | ---- | ---- | ---- | ---- | ---- | -------- |
| Australian Open | —    | Q3   | Q1   | 2    | 2    | Q2   | Q3   | 1    | 1    | 3    | 1    | —    | 2    | 3        |
| French Open     | —    | 1    | 2    | 1    | 1    | Q1   | Q1   | 1    | 2    | 3    | 1    | —    |      | 3        |
| Wimbledon       | —    | Q3   | 1    | 1    | 1    | Q1   | Q2   |      | —    | —    | —    | —    |      | 1        |
| US Open         | Q2   | Q1   | 2    | 1    | Q2   | Q1   | Q2   | 2    | 1    | 1    | 1    | —    |      | 2        |

Zeichenerklärung: S = Turniersieg; F, HF, VF, AF = Einzug ins Finale / Halbfinale / Viertelfinale / Achtelfinale; 1, 2, 3 = Ausscheiden in der 1. / 2. / 3. Hauptrunde; Q1, Q2, Q3 = Ausscheiden in der 1. / 2. / 3. Qualifikationsrunde; nicht ausgetragen

### Doppel
| Turnier         | 2015 | 2016 | 2017 | 2018 | 2019 | 2020 | 2021 | 2022 | 2023 | Karriere |
| --------------- | ---- | ---- | ---- | ---- | ---- | ---- | ---- | ---- | ---- | -------- |
| Australian Open | —    | 2    | 2    | —    | —    | —    | 2    | 1    | 1    | 2        |
| French Open     | —    | 1    | —    | —    | —    | 1    | 1    | —    | —    | 1        |
| Wimbledon       | —    | 1    | —    | —    | —    |      | —    | —    | —    | 1        |
| US Open         | 1    | 2    | —    | —    | —    | —    | 2    | —    | —    | 2        |